# Copernicus Cup 2016
2. Halowy Mityng Lekkoatletyczny Copernicus Cup – międzynarodowe zawody lekkoatletyczne, które odbyły się 12 lutego 2016 w Arenie Toruń.
Mityng znalazł się w kalendarzu European Athletics Indoor Permit Meetings – cyklu najbardziej prestiżowych zawodów halowych w Europie, organizowanych pod egidą European Athletics.

## Rezultaty

### Mężczyźni
| Konkurencja:                   | 1. miejsce      | Rezultat | 2. miejsce        | Rezultat | 3. miejsce            | Rezultat |
| Bieg na 60 metrów              | Joseph Morris   | 6,56     | D’Angelo Cherry   | 6,64     | Krzysztof Grześkowiak | 6,71 PB  |
| Bieg na 400 metrów             | Łukasz Krawczuk | 46,26 PB | Patrick Feeney    | 46,71    | Clayton Parros        | 46,95    |
| Bieg na 800 metrów             | Adam Kszczot    | 1:46,18  | Timothy Kitum     | 1:46,72  | Mohammed Aman         | 1:47,24  |
| Bieg na 1500 metrów            | Artur Ostrowski | 3:47,68  | Krystian Zalewski | 3:48,32  | Dawid Waloski         | 3:49,92  |
| Bieg na 60 metrów przez płotki | Balázs Baji     | 7,60     | Dominik Bochenek  | 7,73     | Damian Czykier        | 7,75     |
| Skok o tyczce                  | Robert Sobera   | 5,77     | Piotr Lisek       | 5,77     | Paweł Wojciechowski   | 5,70     |
| Pchnięcie kulą                 | Michał Haratyk  | 21,04    | Konrad Bukowiecki | 20,45    | Tomasz Majewski       | 20,41    |

### Kobiety
| Konkurencja:                   | 1. miejsce             | Rezultat    | 2. miejsce              | Rezultat   | 3. miejsce         | Rezultat |
| Bieg na 60 metrów              | Ewa Swoboda            | 7,07 WJR NR | Marika Popowicz-Drapała | 7,28       | Anna Kiełbasińska  | 7,35     |
| Bieg na 400 metrów             | Justyna Święty-Ersetic | 53,09       | Carline Muir            | 53,35      | Madiea Ghafoor     | 53,46    |
| Bieg na 800 metrów             | Joanna Jóźwik          | 2:00,12     | Natalija Łupu           | 2:00,36    | Jennifer Meadows   | 2:01,61  |
| Bieg na 1500 metrów            | Renata Pliś            | 4:07,38     | Danuta Urbanik          | 4:09,89 PB | Paulina Kaczyńska  | 4:24,81  |
| Bieg na 60 metrów przez płotki | Andrea Ivančević       | 8,05        | Karolina Kołeczek       | 8,05 =PB   | Virginia Powell    | 8,09     |
| Skok wzwyż                     | Urszula Gardzielewska  | 1,92 =PB    | Ana Šimić               | 1,87       | Emma Green-Tregaro | 1,87     |
| Trójskok                       | Anna Jagaciak          | 13,95 PB    | Hanna Minenko           | 13,86      | Dana Velďáková     | 13,65    |

## Rekordy
Podczas mityngu ustanowiono 1 krajowy rekord w kategorii seniorów:
| Zawodnik    | Reprezentacja | Konkurencja       | Rezultat |
| ----------- | ------------- | ----------------- | -------- |
| Ewa Swoboda | Polska        | bieg na 60 metrów | 7,07     |